# Стефан Попов (генерал)
Вижте пояснителната страница за други личности с името Стефан Попов.
Стефан Геориев Попов е български офицер (генерал-майор), началник на 3-та, а по-късно на 1-ва армия през Първата световна война (1915 – 1918).

## Биография
През 1892 г. завършва военното училище в София, като на 2 август е произведен в чин подпоручик, а на 2 август 1895 г. е чин поручик.
Деец е на Македоно-одринската организация. През април 1901 година е делегат на Осмия македоно-одрински конгрес от Добричкото дружество.
През 1901 г. завършва Генралщабната академия в Санкт-Петербург и е произведен в чин капитан. Като младши офицер е зачислен в 5-и пехотен дунавски полк. На 31 декември 1906 г. е произведен в чин майор, а през 1909 е старши адютант в 5-а пехотна дивизия. През 1911 г. е произведен в чин подполковник, а на 14 февруари 1914 г. в чин полковник. Служи в Щаба на войската, а на 4 ноември 1914 г. е назначен за началник на Школата за запасни подпоручици.
През Първата световна война (1915 – 1918) в периода от 1916 до 1918 г. е началник-щаб на 3-та армия, когато тя воюва срещу Румъния. През 1918 г. е произведен в чин генерал-майор. След това от август до септември 1918 г. е началник-щаб на 1-ва армия, след което помощник началник-щаб на войската. Уволнява се от армията през 1919 г.
Генерал-майор Стефан Попов умира в София на 19 юли 1938 г.

## Военни звания
- Подпоручик (2 август 1892)
- Поручик (2 август 1895)
- Капитан (1901)
- Майор (31 декември 1906)
- Подполковник (1911)
- Полковник (14 февруари 1914)
- Генерал-майор (1918)

## Награди
- Военен орден „За храброст“ III степен 2 клас и IV степен 2 клас
- Орден „Св. Александър“ IV степен с мечове по средата
- Народен орден „За военна заслуга“ V клас на обикновена лента
- Орден „Железен кръст“ I и II степен, Германска империя